# Hội đồng chuỗi cung ứng
Hội đồng chuỗi cung ứng (SCC) là một tổ chức phi lợi nhuận độc lập.  Là tiêu chuẩn liên ngành để quản lý chuỗi cung ứng, SCC đã phát triển và chứng thực mô hình tham chiếu hoạt động chuỗi cung ứng (SCOR), một mô hình tham chiếu quy trình để quản lý chuỗi cung ứng.
SCC được tổ chức vào năm 1996 bởi Pittiglio Rabin Todd & McGrath (PRTM) và AMR Research, và ban đầu bao gồm 69 công ty thành viên tự nguyện.  SCC hiện có gần 1.000 thành viên công ty trên toàn thế giới và đã thành lập các chương quốc tế ở Bắc Mỹ, Châu Âu, Trung Quốc, Nhật Bản, Úc / New Zealand, Đông Nam Á, Brazil và Nam Phi.  Việc phát triển các chương bổ sung ở Ấn Độ và Nam Mỹ đang được tiến hành.  Thành viên SCC bao gồm chủ yếu là các học viên đại diện cho một bộ phận rộng lớn của các ngành công nghiệp, bao gồm nhà sản xuất, dịch vụ, nhà phân phối và nhà bán lẻ.
Vào tháng 4 năm 2014, Hội đồng chuỗi cung ứng sẽ sáp nhập với APICS.
Việc sáp nhập này được hoàn thành vào ngày 5 tháng 8 năm 2014.